# Zachodniopomorski Związek Piłki Nożnej
Zachodniopomorski Związek Piłki Nożnej – organ terenowy Polskiego Związku Piłki Nożnej z siedzibą w Szczecinie; jeden z 16 Wojewódzkich Związków Piłki Nożnej w Polsce zarządzający rozgrywkami piłkarskimi w woj. zachodniopomorskim.

## Struktura
Stan na 08.05.2025, opracowano na podstawie materiału źródłowego.
- Zarząd ZZPN
  - Prezes: Maciej Mateńko[2]
  - Wiceprezes ds. okręgu Koszalin: Jarosław Burzak[2]
  - Wiceprezes ds. szkolenia: Paweł Podgórski[2]
  - Przewodniczący Komisji Odznaczeń: Czesław Giergiel[4]
- Wydział Gier i Ewidencji
  - Przewodniczący: Dariusz Królikowski[7]
- Kolegium Sędziów
  - Przewodniczący: Marek Arys[1]
  - Sekretarz: Tomasz Bryła[1]
- Wydział Dyscypliny
  - Przewodniczący: Przemysław Kaczorowski[1]
- Komisja Rewizyjna
  - Przewodniczący: Daniel Wilk[3]
- Wydział Szkolenia
  - Przewodniczący: Piotr Łęczyński[1]
- Wydział Rozgrywek
  - Przewodniczący: Dariusz Królikowski[1]
- Komisja Odwoławcza
  - Przewodniczący: Jacek Kozłowski[5]
- Komisja ds. Bezpieczeństwa i Infrastruktury
  - Przewodniczący: Jacek Słowiński[6]